# Нам Бён Гиль
Нам Бён Гиль (кор. 남병길, 1820—1869), второе имя Хечхон (кор. 혜천) — корейский математик и астроном, живший в позднюю эпоху Чосон. Составил более 30 книг по астрономии и математике. Его называли гением математики и астрономии. Он был одним из первых корейских ученых, которые начали интегрировать западные научные методы в традиционную корейскую науку.

## Биография
Нам Бён Гиль родился в период, когда Корея сталкивалась с влиянием западной науки и технологий. Он обучался как в Корее, так и за границей, что позволило ему получить знания в области астрономии и математики. Нам Бён Гиль работал в корейском правительстве и принимал участие в различных научных проектах, направленных на улучшение астрономических наблюдений и расчетов. Известно, что он придерживался, как и многие представители корейской элиты, конфуцианских взглядов в том числе и на науку.
Некоторые достижения Нам Бён Гиля:
1. Астрономия: Он провел множество астрономических наблюдений и улучшил методы измерения времени и положения небесных тел. Его работы способствовали развитию астрономии в Корее и повышению точности астрономических расчетов.
2. Математика: Нам Бён Гиль также сделал важные вклады в математику, включая разработку новых методов для решения математических задач и улучшение математического образования в стране.
3. Образование: Он активно участвовал в обучении молодежи и популяризации науки, что способствовало росту интереса к математике и астрономии в Корее.

## Наследие
Нам Бён Гиль считается одним из основателей современной астрономии в Корее. Его работы оказали значительное влияние на развитие научной мысли в стране и стали основой для будущих поколений ученых. В его честь названы некоторые астрономические объекты, а его трудовая деятельность отмечена в истории корейской науки.
В русскоязычных источниках информация о том, в какой части Корейского полуострова жил Нам Бён Гиль, отсутствует.